# Benoît Girondel
Benoît Girondel est un athlète français né le 10 juin 1986. Spécialiste de l'ultra-trail, il a notamment remporté l'Endurance Trail des Templiers en 2014 et 2016 ainsi que la Diagonale des Fous 2017 et 2018 (ex aequo avec François D'Haene en 2018).

## Résultats
| no  | masculin          | Course                                        | Longueur | Départ          | Temps            |
| --- | ----------------- | --------------------------------------------- | -------- | --------------- | ---------------- |
| 1er | Médaille d'or     | Endurance Trail des Templiers                 | 100 km   | 24 octobre 2014 | 10 h 49 min 31 s |
| 1er | Médaille d'or     | Endurance Trail des Templiers                 | 100 km   | 21 octobre 2016 | 10 h 32 min 15 s |
| 1er | Médaille d'or     | Diagonale des Fous                            | 165 km   | 19 octobre 2017 | 23 h 53 min 53 s |
| 1er | Médaille d'or     | Diagonale des Fous                            | 168 km   | 18 octobre 2018 | 23 h 18 min 48 s |
| 1er | Médaille d'or     | Swiss Canyon Trail                            | 111 km   | 5 juin 2021     | 11 h 02 min 12 s |
| 2e  | Médaille d'argent | TDS                                           | 145 km   | 24 août 2021    | 18 h 59 min 19 s |
| 1er | Médaille d'or     | Swiss Canyon Trail                            | 112 km   | 4 juin 2022     | 11 h 49 min 6 s  |
| 1re | Médaille d'or     | Ultra Trail Côte d'Azur Mercantour            | 125 km   | 8 juillet 2022  | 17 h 9 min 3 s   |
| 2e  | Médaille d'argent | Ultra Trail de l'île de Madère                | 115 km   | 22 avril 2023   | 14 h 13 min 38 s |
| 2e  | Médaille d'argent | Ultra Trail Côte d'Azur Mercantour - Skyultra | 74,7 km  | 8 juillet 2023  | 9 h 58 min 53 s  |